# أبرق شرقة
أبرق شرقة هو مركزٌ سعوديٌ تابعٌ لمحافظة يدمة التابعة لمنطقة نجران، في المملكة العربية السعودية. المركز من الفئة (ب)، ورمزه 2445 حسب دليل الترميز الموحد للمناطق الإدارية بالمملكة العربية السعودية.